# Sífutás a 2018. évi téli olimpiai játékokon
A 2018. évi téli olimpiai játékokon a sífutás versenyszámait az Alpensia síközpontban rendezték meg február 10. és 25. között.
A férfiaknak és a nőknek is 6–6 versenyszámban osztottak érmeket.

## Naptár
Az időpontok helyi idő szerint (UTC+9) és magyar idő szerint (UTC+1) is olvashatóak. A döntők kiemelt háttérrel vannak jelölve.
| Dátum       | Helyi idő   | Magyar idő  | Versenyszám                                  |
| ----------- | ----------- | ----------- | -------------------------------------------- |
| február 10. | 16:15-17:20 | 8:15-9:20   | női 15 km                                    |
| február 11. | 15:15-17:10 | 7:15-9:10   | férfi 30 km                                  |
| február 13. | 17:30-18:45 | 9:30-10:45  | férfi egyéni sprint                          |
| február 13. | 20:00-22:00 | 12:00-14:00 | női egyéni sprint                            |
| február 15. | 15:30-17:15 | 7:30-9:15   | női 10 km (szabad stílus)                    |
| február 16. | 15:00-16:50 | 7:00-8:50   | férfi 15 km (szabad stílus)                  |
| február 17. | 18:30-19:45 | 10:30-11:45 | női 4 x 5 km váltó                           |
| február 18. | 15:15-17:10 | 7:15-9:10   | férfi 4 x 10 km váltó                        |
| február 21. | 17:00-18:30 | 9:00-10:30  | női csapatsprint                             |
| február 21. | 19:00-20:20 | 11:00-12:20 | férfi csapatsprint                           |
| február 24. | 14:00-17:05 | 6:00-9:05   | férfi 50 km (tömegrajtos, klasszikus stílus) |
| február 25. | 15:15-17:20 | 7:15-9:20   | női 30 km (tömegrajtos, klasszikus stílus)   |

## Éremtáblázat
(Az egyes számoszlopok legmagasabb értéke, vagy értékei vastagítással kiemelve.)
| A 2018. évi téli olimpiai játékok éremtáblázata sífutásban | A 2018. évi téli olimpiai játékok éremtáblázata sífutásban | A 2018. évi téli olimpiai játékok éremtáblázata sífutásban | A 2018. évi téli olimpiai játékok éremtáblázata sífutásban | A 2018. évi téli olimpiai játékok éremtáblázata sífutásban | Olimpia  |
| ---------------------------------------------------------- | ---------------------------------------------------------- | ---------------------------------------------------------- | ---------------------------------------------------------- | ---------------------------------------------------------- | -------- |
|                                                            | Ország                                                     | Arany                                                      | Ezüst                                                      | Bronz                                                      | Összesen |
| 1.                                                         | Norvégia (NOR)                                             | 7                                                          | 4                                                          | 3                                                          | 14       |
| 2.                                                         | Svédország (SWE)                                           | 2                                                          | 3                                                          | 1                                                          | 6        |
| 3.                                                         | Finnország (FIN)                                           | 1                                                          | 1                                                          | 2                                                          | 4        |
| 4.                                                         | Egyesült Államok (USA)                                     | 1                                                          | 0                                                          | 0                                                          | 1        |
| 4.                                                         | Svájc (SUI)                                                | 1                                                          | 0                                                          | 0                                                          | 1        |
|                                                            |                                                            |                                                            |                                                            |                                                            |          |
| 6.                                                         | Olimpikonok Oroszországból (OAR)                           | 0                                                          | 3                                                          | 5                                                          | 8        |
| 7.                                                         | Olaszország (ITA)                                          | 0                                                          | 1                                                          | 0                                                          | 1        |
|                                                            |                                                            |                                                            |                                                            |                                                            |          |
| 8.                                                         | Franciaország (FRA)                                        | 0                                                          | 0                                                          | 2                                                          | 2        |
|                                                            |                                                            |                                                            |                                                            |                                                            |          |
| Összesen                                                   | Összesen                                                   | 12                                                         | 12                                                         | 13                                                         | 37       |

## Érmesek

### Férfi
| A 2018. évi téli olimpiai játékok érmesei férfi sífutásban | |           | |           | |           |
| Versenyszám                                                | Arany | Arany     | Ezüst | Ezüst     | Bronz                                                                                                | Bronz     |
| 15 km                                                      | Dario Cologna · Svájc (SUI)                                                                              | 33:43,9   | Simen Hegstad Krüger · Norvégia (NOR)                                                                           | 34:02,2   | Gyenyisz Szpicov · Olimpikonok Oroszországból (OAR)                                                  | 34:06,9   |
| 30 km                                                      | Simen Hegstad Krüger · Norvégia (NOR)                                                                    | 1:16:20,0 | Martin Johnsrud Sundby · Norvégia (NOR)                                                                         | 1:16:28,0 | Hans Christer Holund · Norvégia (NOR)                                                                | 1:16:29,9 |
| 50 km                                                      | Iivo Niskanen · Finnország (FIN)                                                                         | 2:08:22,1 | Alekszandr Bolsunov · Olimpikonok Oroszországból (OAR)                                                          | 2:08:40,8 | Andrej Larkov · Olimpikonok Oroszországból (OAR)                                                     | 2:10:59,6 |
| Egyéni sprint                                              | Johannes Høsflot Klæbo · Norvégia (NOR)                                                                  | 3:05,75   | Federico Pellegrino · Olaszország (ITA)                                                                         | 3:07,09   | Alekszandr Bolsunov · Olimpikonok Oroszországból (OAR)                                               | 3:07,11   |
| Csapatsprint                                               | Norvégia (NOR) · Martin Johnsrud Sundby · Johannes Høsflot Klæbo                                         | 15:56,26  | Olimpikonok Oroszországból (OAR) · Gyenyisz Szpicov · Alekszandr Bolsunov                                       | 15:57,97  | Franciaország (FRA) · Maurice Manificat · Richard Jouve                                              | 15:58,28  |
| 4 × 10 km-es váltó                                         | Norvégia (NOR) · Didrik Tønseth · Martin Johnsrud Sundby · Simen Hegstad Krüger · Johannes Høsflot Klæbo | 1:33:04,9 | Olimpikonok Oroszországból (OAR) · Andrej Larkov · Alekszandr Bolsunov · Alekszej Cservotkin · Gyenyisz Szpicov | 1:33:14,3 | Franciaország (FRA) · Jean-Marc Gaillard · Maurice Manificat · Clément Parisse · Adrien Backscheider | 1:33:41,8 |

### Női
| A 2018. évi téli olimpiai játékok érmesei női sífutásban | |           |                                                                                 |           | |           |
| Versenyszám                                              | Arany                                                                                                  | Arany     | Ezüst                                                                           | Ezüst     | Bronz | Bronz     |
| 10 km                                                    | Ragnhild Haga · Norvégia (NOR)                                                                         | 25:00,5   | Charlotte Kalla · Svédország (SWE)                                              | 25:20,8   | Krista Pärmäkoski · Finnország (FIN)                                                                                    | 25:32,4   |
| 10 km                                                    | Ragnhild Haga · Norvégia (NOR)                                                                         | 25:00,5   | Charlotte Kalla · Svédország (SWE)                                              | 25:20,8   | Marit Bjørgen · Norvégia (NOR)                                                                                          | 25:32,4   |
| 15 km                                                    | Charlotte Kalla · Svédország (SWE)                                                                     | 40:44,9   | Marit Bjørgen · Norvégia (NOR)                                                  | 40:52,7   | Krista Pärmäkoski · Finnország (FIN)                                                                                    | 40:55,0   |
| 30 km                                                    | Marit Bjørgen · Norvégia (NOR)                                                                         | 1:22:17,6 | Krista Pärmäkoski · Finnország (FIN)                                            | 1:24:07,1 | Stina Nilsson · Svédország (SWE)                                                                                        | 1:24:16,5 |
| Egyéni sprint                                            | Stina Nilsson · Svédország (SWE)                                                                       | 3:03,84   | Maiken Caspersen Falla · Norvégia (NOR)                                         | 3:06,87   | Julija Belorukova · Olimpikonok Oroszországból (OAR)                                                                    | 3:07,21   |
| Csapatsprint                                             | Egyesült Államok (USA) · Kikkan Randall · Jessica Diggins                                              | 15:56,47  | Svédország (SWE) · Charlotte Kalla · Stina Nilsson                              | 15:56,66  | Norvégia (NOR) · Marit Bjørgen · Maiken Caspersen Falla                                                                 | 15:59,44  |
| 4 × 5 km-es váltó                                        | Norvégia (NOR) · Ingvild Flugstad Østberg · Astrid Uhrenholdt Jacobsen · Ragnhild Haga · Marit Bjørgen | 51:24,3   | Svédország (SWE) · Anna Haag · Charlotte Kalla · Ebba Andersson · Stina Nilsson | 51:26,3   | Olimpikonok Oroszországból (OAR) · Natalja Nyeprjajeva · Julija Belorukova · Anasztaszija Szedova · Anna Necsajevszkaja | 52:07,6   |